# Herb Pelhřimova

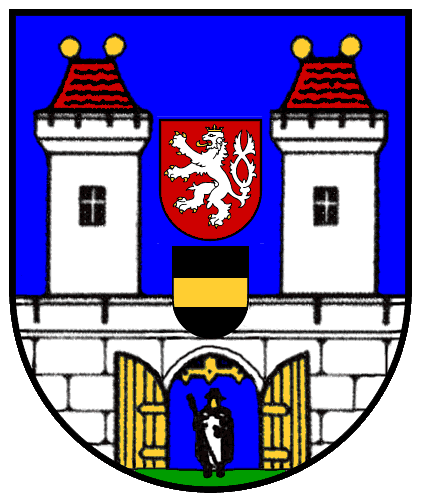
Herb Pelhřimova (brak otworów strzelniczych)

Herb Pelhřimova jest, obok flagi, jednym z symboli miasta.
Przedstawia w błękitnym polu srebrną ścianę mury miejskie z sześcioma blankami i dwoma otworami strzelniczymi. W środku znajduje się otwarta brama miejska ze złoto-czarnymi wrotami oraz złotą, podniesioną kratą (broną).
W bramie znajduje się sylwetka mężczyzny (pielgrzyma), stojącego na zielonym trawniku, ubranego w czarny, pątniczy płaszcz, trzymającego w ręku czarną laskę; na głowie znajduje się kapelusz. Odzienie mężczyzny pod płaszczem jest srebrne.
Na murach, po obu stronach bramy, umieszczono dwie srebrne wieże, każda z oknem pośrodku. Wieże zwieńczone są blankami oraz czerwonym dachem ze złotymi zakończeniami.
Między wieżami widnieją dwa herby - herb Królestwa Czech (dzisiejszy mały herb Czech) oraz czarno-żółto-czarna tarcza herbowa arcybiskupów Pragi (do nich należało miasto do 1416 roku).
Pielgrzym symbolizuje biskupa Pelegrina, legendarnego założyciela miasta, który zatrzymał się w tym miejscu w trakcie pielgrzymki do Rzymu (stąd nazwa miasta Pelhřimov).

## Historia

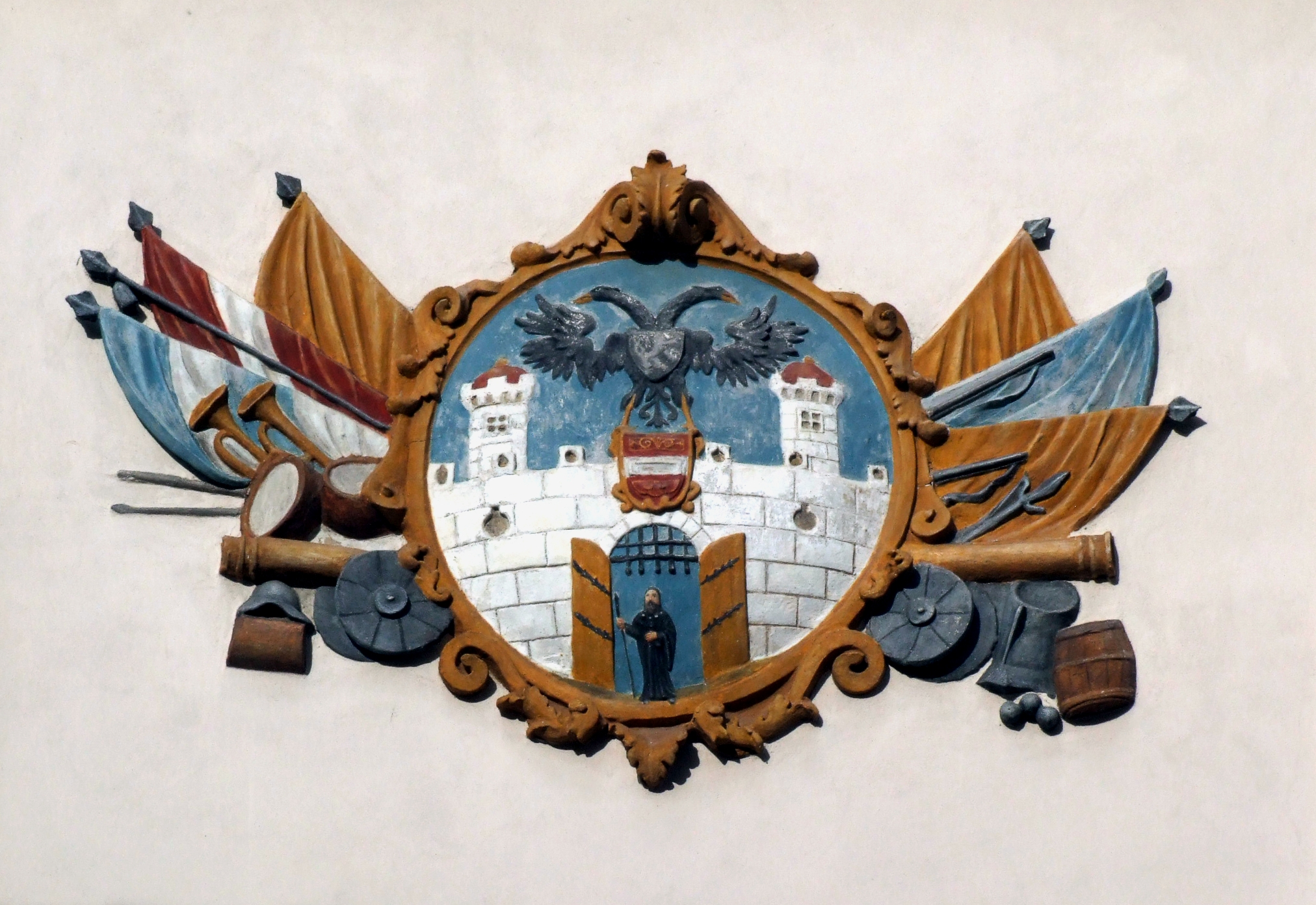
Herb miasta sprzed 1926, ozdobiony dodatkowymi elementami

Pelhřimov używał podobnej pieczęci z herbem miejskim już w XIV wieku - w bramie między dwoma wieżami stał pątnik (pielgrzym), nad bramą znajdował się herb arcybiskupstwa z elementami herbów niektórych biskupów (te znikły w XV wieku). W 1675 roku cesarz Leopold I dodał do herbu symbole cesarskie, m.in. cesarskiego czarnego, dwugłowego orła. Orzeł ten posiadał na swojej piersi tarczę z herbem Czech (jednak lew był zwrócony w lewo, odwrotnie niż dzisiaj), a w szponach trzymał tarczę herbową arcyksięstwa Austrii. W tym herbie brak już było także symboli arcybiskupstwa. Na poszczególnych przedstawieniach niektóre elementy różniły się, zwłaszcza kolorami - drzwi bramy były brązowe, pielgrzym ubrany był cały na czarno, brak było trawnika.
2 kwietnia 1926 roku Ministerstwo Spraw Wewnętrznych Czechosłowacji nakazało zmianę herbu - usunięto symbole habsburskie, w miejsce wprowadzono mały herb Czechosłowacji. Oficjalnie uchwalono zmianę herbu 2 czerwca; nowy wzór obowiązywał ponad 30 lat, także podczas okupacji niemieckiej. Po raz kolejny z przyczyn politycznych herb zmieniono w 1960 roku wraz ze zmianą herbu Czechosłowacji - między bramami pojawił się więc lew na husyckiej tarczy, z czerwoną gwiazdą i nowym symbolem Słowacji (wiecznym ogniem na górze Krywań). Zmieniono także kształt dachów na wieżach - stały się one wyższe i mniej strzeliste.
Po upadku komunizmu początkowo używano herbu z lat 60., następnie dokonano czwartej już zmiany (w 1992 roku) i nawiązano do pierwszych pieczęci miejskich - między wieże powrócił herb Królestwa Czech oraz herb arcybiskupi. Obecnie również zdarzają się drobne różnice pomiędzy poszczególnymi wizerunkami - np. w odzieniu pątnika oraz braku strzelnic w murze.